# Gervasio Ortiz de Rozas
Gervasio Ortiz de Rozas (Buenos Aires, 20 de junio de 1801 - 7 de marzo de 1857), generalmente conocido como Gervasio Rosas, fue un hacendado argentino, notable por ser hermano y opositor de Juan Manuel de Rosas, quien fue por muchos años gobernador de la Provincia de Buenos Aires y máximo dirigente de la Confederación Argentina.

## Biografía
Hijo de León Ortiz de Rozas y de Agustina López de Osornio, cursó estudios elementales en la ciudad de Buenos Aires y se radicó en la estancia de su familia. Posteriormente, esa estancia —que había sido propiedad del Rey de España— fue comprada por Braulio Costa, y Gervasio fue el capataz de esa estancia. En 1829 intentó mediar entre el general Juan Lavalle y su hermano Juan Manuel de Rosas, pero este lo desautorizó y le prohibió entrar en su campamento. Poco después del año 1830 se la compró, para que volviera a su familia.
También compró la estancia La Reducción, cercana a ella, en la que se instaló. Allí empleó en 1835, como una especie de pasante, a un joven llamado Bartolomé Mitre, que años más tarde sería presidente de la Nación Argentina.
Pese a que su negocio era la ganadería, Gervasio pasaba mucho tiempo leyendo. Aparentemente, esto y algunas amistades lo hacían especialmente sospechoso a los ojos de Rosas.
A partir de 1838, durante el Bloqueo francés del Río de la Plata, los hacendados de la provincia se vieron muy perjudicados por el cierre de sus exportaciones. Considerando a Rosas excesivamente intransigente, pensaron en derrocarlo. En 1839, invitado por sus amigos estancieros, Gervasio Rosas no participó en la revolución de los Libres del Sur, pero tampoco los denunció y mantuvo un trato fluido con ellos. Tras la derrota de los revolucionarios en la Batalla de Chascomús en manos del coronel Prudencio Rosas —hermano del gobernador— este ordenó el arresto de su otro hermano, Gervasio.
Permaneció en Buenos Aires bajo arresto domiciliario. En 1840, durante la invasión de Lavalle, sufrió varias semanas de prisión, pero tras la retirada del jefe unitario fue puesto en libertad. Huyó a Montevideo, pero fue muy mal recibido, por creerse que hubiera traicionado a los Libres del Sur o que fuera un espía de su hermano. No hizo nada para desmentir las acusaciones y, por el contrario, se justificó por carta y en público ante su hermano. En 1842 estaba de regreso en Buenos Aires.
Después de la Batalla de Caseros fue acusado de complicidad en los excesos del gobierno de su hermano, y después de la revolución del 11 de septiembre de 1852 debió hacer gala públicamente de su odio a Urquiza para ser dejado en paz. En 1855 fue elegido diputado provincial, pero falleció poco después, sin haber llegado a asumir su cargo. Su cuerpo descansa en el panteón de la familia Ortiz de Rozas en el Cementerio de la Recoleta.